# Фабиен Бударен
Фабиен Бударен (на френски: Fabien Boudarène) е френски футболист от алжирски произход. Носи екипа на Литекс (Ловеч) през сезон 2007/2008. Автор е на победния гол над Левски, реализиран в 90+2 мин. през сезон 2007/08 г. Дебютира в елита на Франция на 31 юли 1999 г. в двубоя Монако – Сент Етиен (2:2). На 19 ноември 1999 г. халфът бележи първия си гол в Лига 1, но неговият Сент Етиен губи с 1:2 срещу Бордо. В края на сезон 2000/01 Бударен заминава на проби в Уест Хем, след което за една седмица търси своя шанс в Борусия (Дортмунд), но в крайна сметка се оказва неподготвен за трансфер в чужбина. През декември 2000 г. получава оферта от Сошо и приема без да се замисля. С тях е финалист и носител на Купата на френската футболна лига, съответно през 2003 г. и 2004 г. Състезава се за отбора до 2006 г. В Ловеч идва от втородивизионния Дижон. След един полусезон с екипа на Литекс е преотстъпен на румънския Университатя (Клуж), а след края на сезона разтрогва с „люляците“ и се завръща във Франция. От 2008 г. е състезател на новака в Лига 2 на Франция Ван.
Французинът свири на китара, композира песни и ръководи собствено звукозаписно студио